# Löwenburg (Bad Honnef)
Die Löwenburg ist die Ruine einer mittelalterlichen Höhenburg auf dem 455 m hohen gleichnamigen Berg im Siebengebirge. Sie gehört zum Stadtgebiet von Bad Honnef im nordrhein-westfälischen Rhein-Sieg-Kreis. Aufgrund der exponierten Lage der Ruine mit Aussicht über das Rheintal bei Bonn und den vorderen Westerwald gehört sie zu den beliebtesten Wanderzielen im Siebengebirge. Die Burgruine steht als Bodendenkmal unter Denkmalschutz.

## Topographie
Die Burgruine Löwenburg befindet sich auf einem etwa Ost-West verlaufenden, zumindest teilweise im Mittelalter künstlich angelegtem Plateau auf dem Gipfel des Löwenburgbergs, einem verwitterten Vulkanschlot aus Nephelin-Latit. Die Hauptburg befindet sich auf dem höchstgelegenen Teil des Gipfels am westlichen Ende des Plateaus. Die Vorburg erstreckt sich auf der tiefergelegenen Plateaufläche westlich der Hauptburg.
Es führt ein ringförmig um den Berg angelegter, steiler Weg zur Burg. Stellenweise ist im Gelände ein überwachsener älterer Hohlweg erkennbar, der den ursprünglichen Verlauf kennzeichnet. Unterhalb der äußeren Ringmauer, an einer weniger steilen Stelle auf der Südwestseite des Burgbergs, bildet ein Halsgraben ein erstes fortifikatorisches Annäherungshindernis.
Bei Anlage des Halsgrabens wurde gleichzeitig ein Teil des Baumaterials für die Burg gewonnen. Die Bruchstelle des Latits ist noch im Gelände erkennbar. Der Großteil der Mauern besteht aus groben Bruchsteinen aus dem hier anstehenden Latit. Einzelne besondere Bauelemente, beispielsweise die Gewände des Palas, waren aus ortsfremden Trachyt und Tuffen gefertigt.
Die älteste bekannte, bildliche Darstellung der Burgruine stammt von einer Radierung von Wenzel Hollar nach Vorbild einer aquarellierten Federzeichnung aus dem Jahre 1629.

## Geschichte

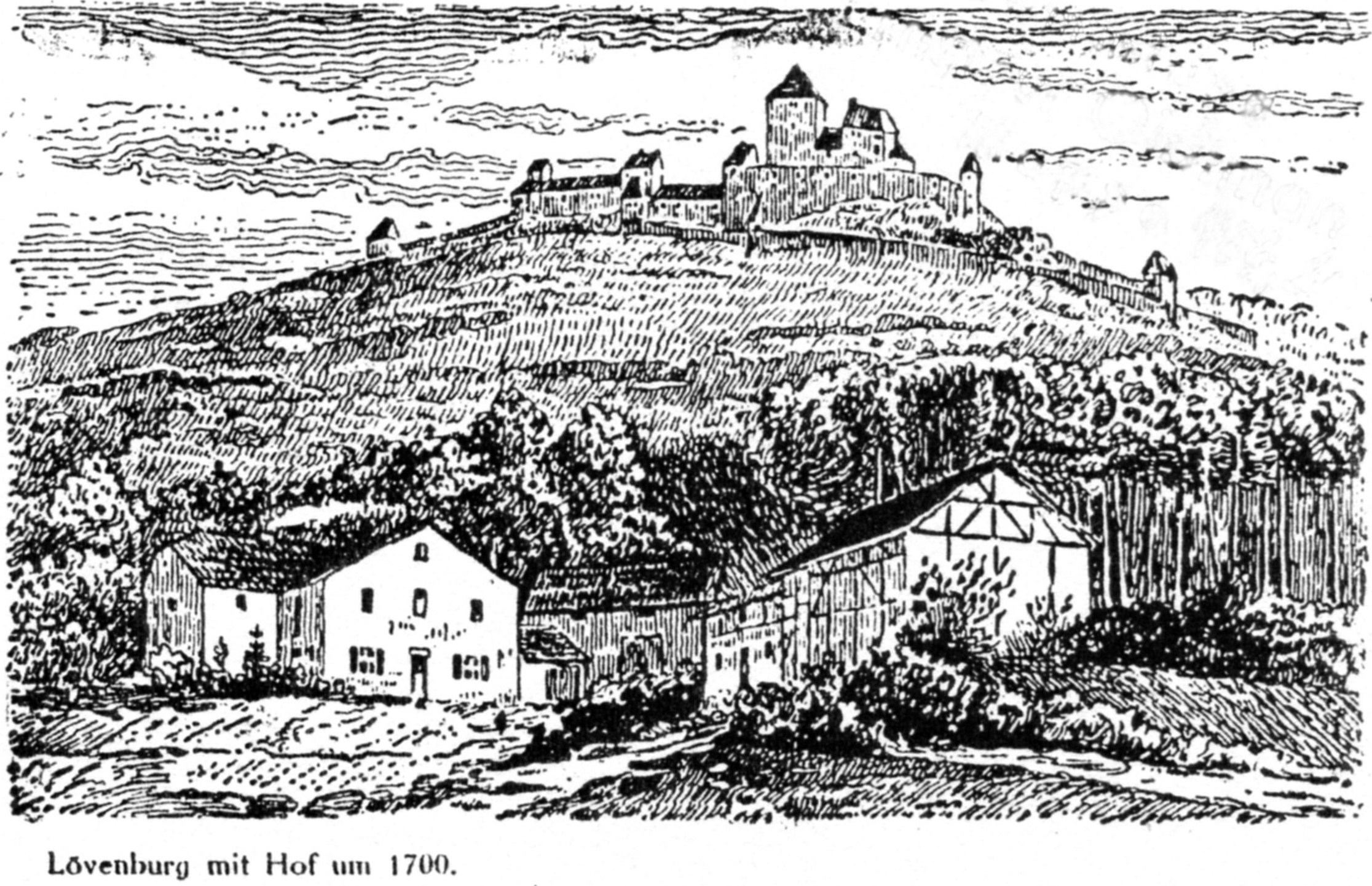
Löwenburg um 1700

Die Löwenburg wurde in der zweiten Hälfte des 12. Jahrhunderts von Heinrich II., Graf von Sayn, der aus dem Westerwald vorgedrungen war, als Grenzfeste gegen die kurkölnischen Burgen Drachenfels und Wolkenburg errichtet. Urkundlich erwähnt wurde sie erstmals am 29. August 1247 als castrum Lewinberg bei der Aufteilung des saynischen Erbes durch Gräfin Mechthild von Sayn, die sich dabei das Wohnrecht auf der Burg vorbehielt. Die Hauptburg, Vorburg und der nördliche Außenbering entstanden im 13. Jahrhundert. Durch die Erbfolge gelangte die Burg 1269 an die Neffen Mechthilds, eine Linie der Grafen von Sponheim-Heinsberg, die sich ab sofort als Herren von Löwenburg bezeichnete. Der Hauptort ihrer Herrschaft wurde Honnef, ein Zweig wurde in Merheim ansässig.
Als Folge zahlreicher Besitzerwechsel fiel die Burg 1484 an das Herzogtum Jülich-Berg. Das Amt Löwenburg wurde bis zur Mitte des 16. Jahrhunderts von der Burg aus verwaltet.
Die Kriegszüge am Ende des 16. Jahrhunderts, unter denen das Amt Löwenburg besonders litt, ließen sie zur Ruine werden. Von da an ist die langgestreckte Höhenburganlage des 13. Jahrhunderts mit Hochburg, Zwinger und Vorburg immer stärker verfallen. Erhalten sind die Zisterne im Burghof und ein ungleichmäßig hoher Stumpf des ehemaligen Bergfrieds der Hochburg mit den Grundmaßen zehn mal zehn Meter. Der Bergfried wurde teilweise 1832 – und 1881 bis auf den verbliebenen Rest – wegen Baufälligkeit abgetragen, nachdem zuvor eine Initiative zur Erhaltung und Sanierung der Ruine gescheitert war. 1834 erfolgten Sicherungs- und Sanierungsmaßnahmen an der Turmruine.:145

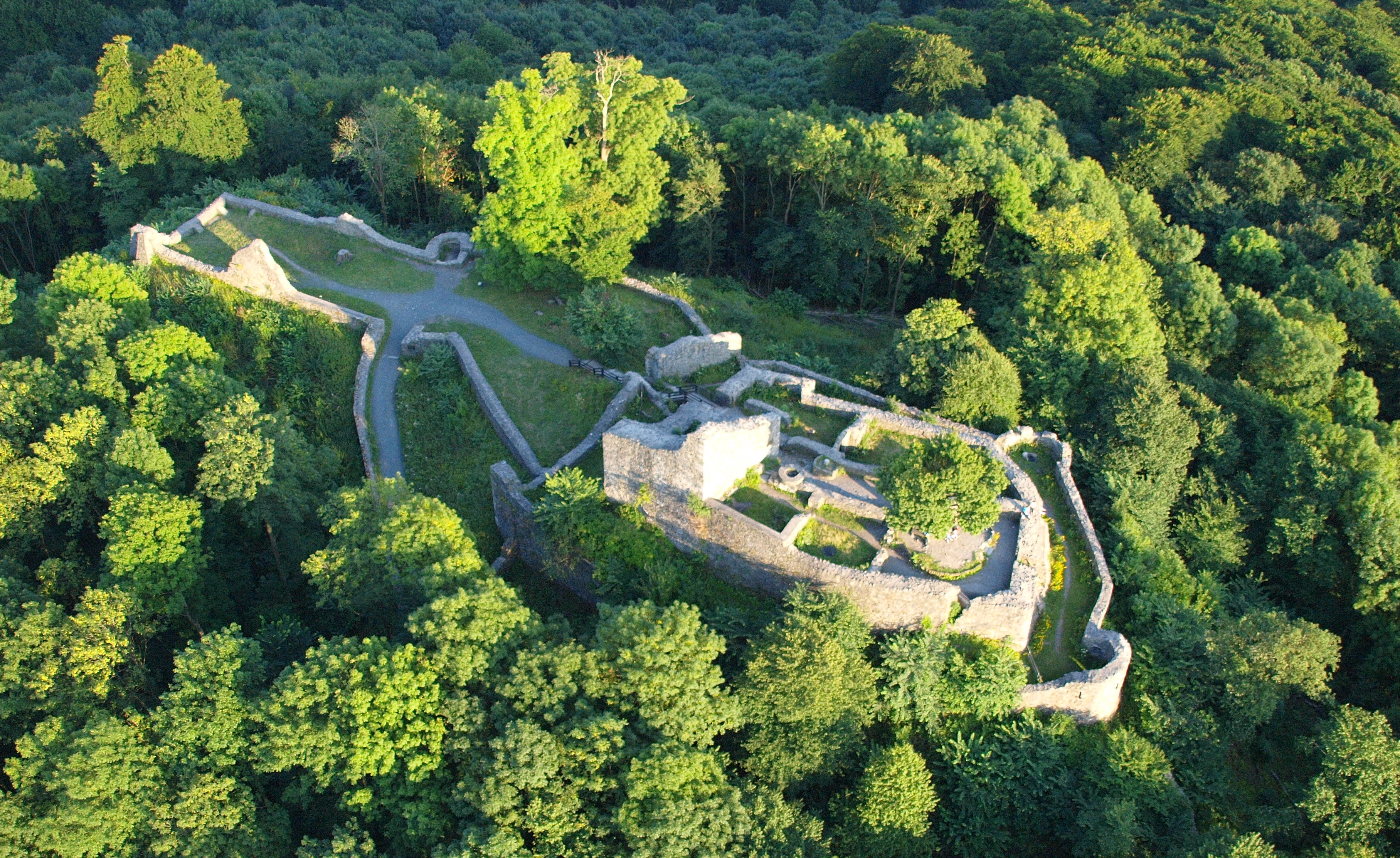
Luftbild der Löwenburg, 2010

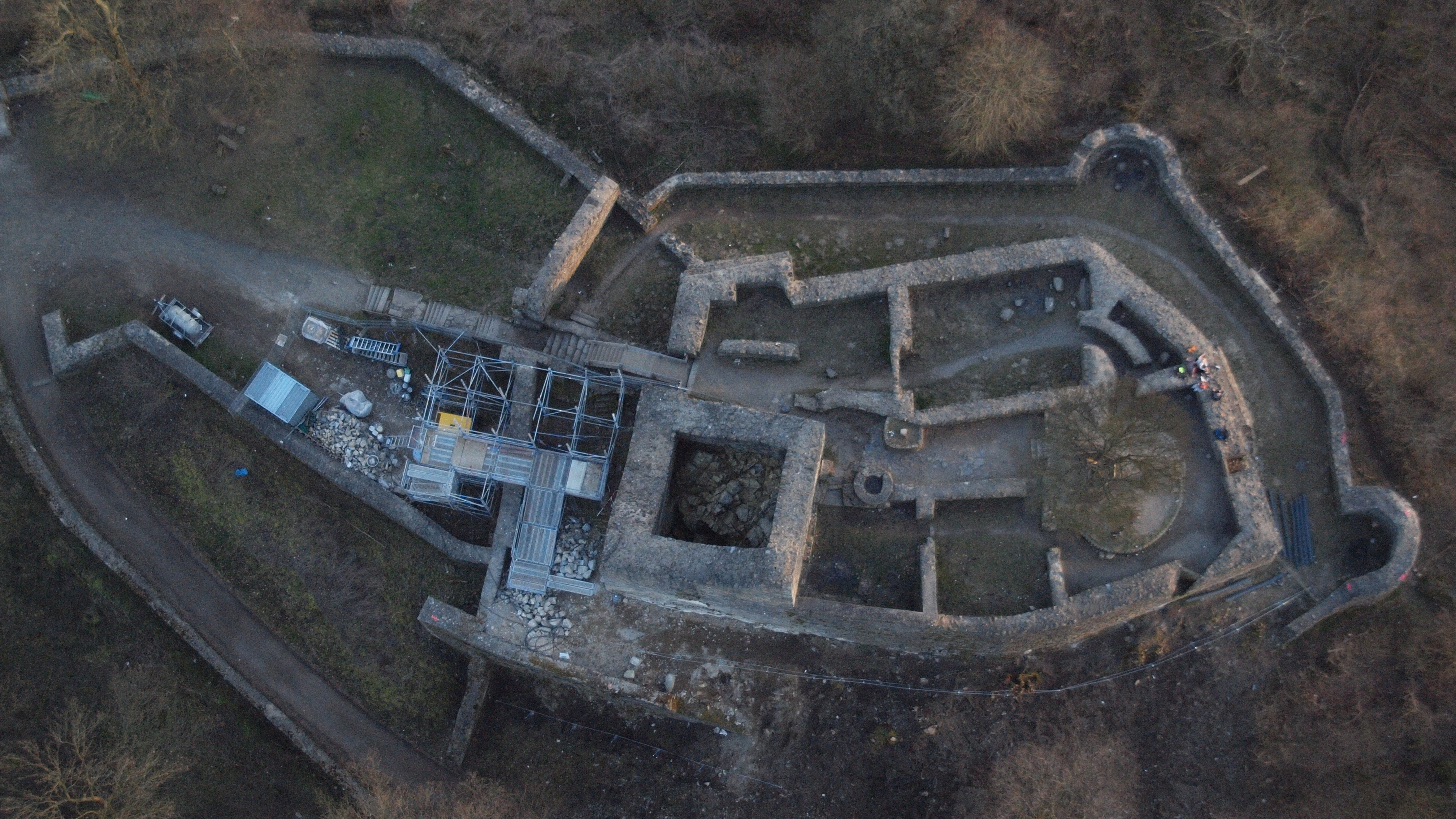
Die Löwenburg während der Sanierungsarbeiten im März 2014

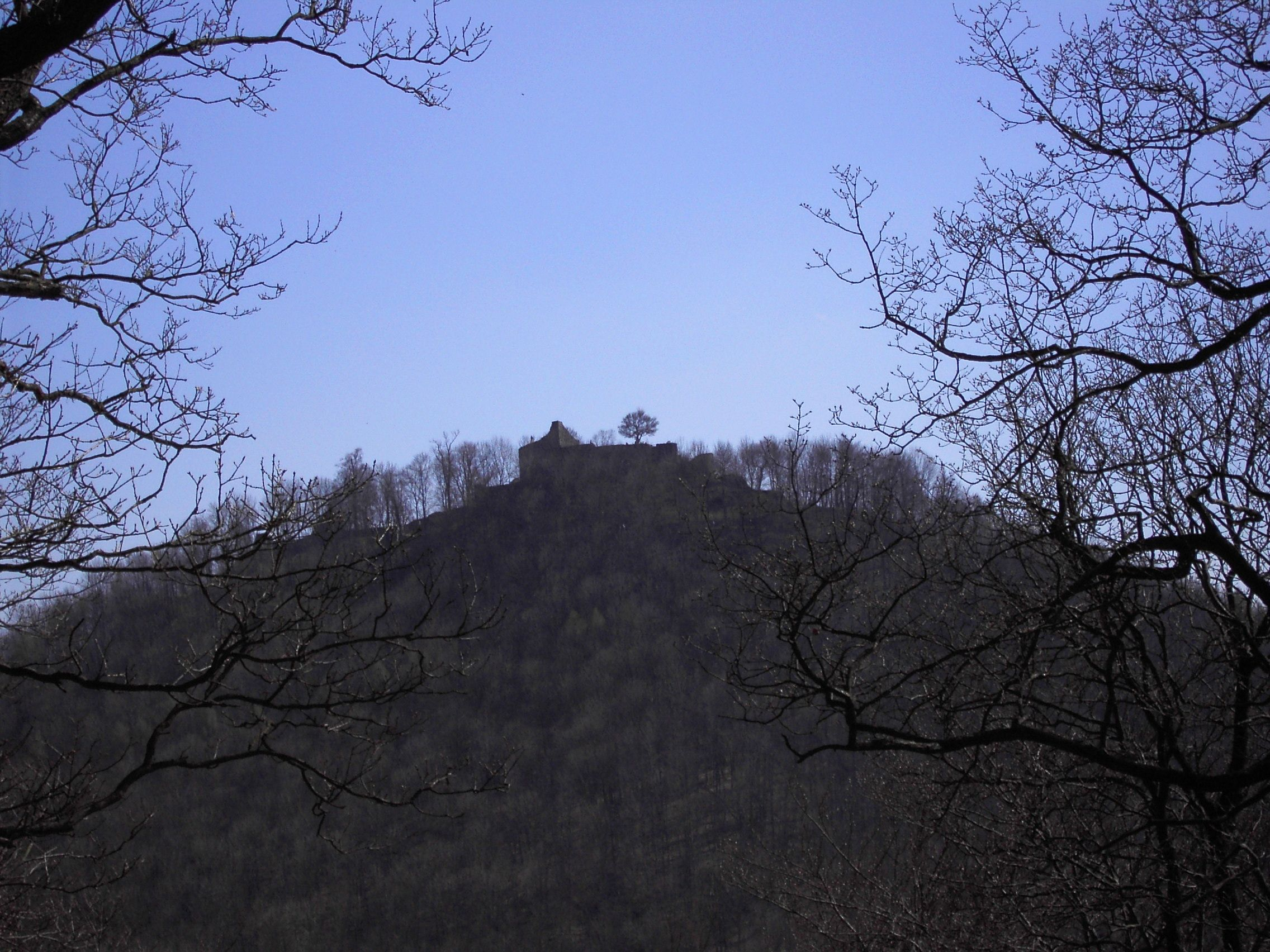
Der Berg Löwenburg mit der Löwenburg

1861 übernahm ein Vorläufer des heutigen Staatlichen Forstamtes Siegburg, die Königlich Preußische Oberförsterei Siebengebirge, die Verwaltung des Ruinengeländes. Im Jahr 1862 wurden einzelne Wiederherstellungsarbeiten ausgeführt und in den Jahren 1897–1901 war dann eine Sicherung des größten Teiles des Vorhandenen zur Durchführung gekommen. Im Juli 1906 entstand am höchsten Punkt der Burg ein Aussichtsturm.:153 1908 kam es zu ersten Grabungen zwecks Freilegung von Teilen der Löwenburg.:153 Zu Beginn des Zweiten Weltkrieges errichtete man 1939 auf der oberen Burg für die Flugabwehr einen Beobachtungsstand. Bei den Kampfhandlungen zur Rheinüberquerung der amerikanischen Truppen geriet die Löwenburg unter schweren Beschuss, dem vermutlich auch der 1906 errichtete Aussichtsturm nicht standhielt.:156
Mit Auflösung des Staates Preußen wurde die Löwenburg 1947 forstfiskalischer Besitz des Landes Nordrhein-Westfalen. 1951 präsentierte sich die Burgruine weitgehend verfallen und überwuchert, der Aufstieg zum Gipfel über die meisten Fußwege als stark erschwert. Um den stark verringerten touristischen Wert der Löwenburg wieder zu erhöhen, plante der Verschönerungsverein für das Siebengebirge 1951, die Straße von der Schmelztalstraße über das Einsiedeltal zur Burgruine für den Kraftfahrzeugverkehr freizugeben. Heute besteht ein für die Öffentlichkeit nicht freigegebener Fahrweg von der Margarethenhöhe her. 1961 entstand die vermutlich erste Luftaufnahme der Löwenburg.:157
Von 1979 bis 1985 nahm die Landesforstverwaltung unter Mitwirkung des Staatshochbauamtes Bonn umfangreiche Sicherungs- und Restaurierungsarbeiten vor. Dabei wurden die noch vorhandenen Grundmauern der Burganlage freigelegt und gesichert. Das Rheinische Landesmuseum begleitete die Ausgrabungen. Am 2. Oktober 1985 wurde die restaurierte Burganlage feierlich eingeweiht.:159 Mehrere von der Königswinterer Bildhauerin Sigrid Wenzel geschaffene Bronzetafeln auf dem Berggipfel aus den Jahren 1988 und 1989 zeigen das ursprüngliche Aussehen der Burg. Nachdem im Winter 2012/2013 neue Schäden am Stumpf des Bergfrieds auftraten, wurden 2013 umfangreiche Sanierungsmaßnahmen an seinem Mauerwerk durchgeführt. Anlässlich der Sanierung wurden von der Bezirksregierung Köln im Frühjahr 2013 neue archäologische Ausgrabungen im Turminneren und südlich davor im Bereich des Zwingers veranlasst. Bei den Grabungen wurden etwa ein Dutzend Gefäße Siegburger Steinzeugs geborgen, die im Naturparkhaus des Verschönerungsverein für das Siebengebirge ausgestellt sind. Im Zuge der archäologischen Untersuchung von 2013 wurde die gesamte Burgruine erstmals exakt tachymetrisch und photogrammetrisch vermessen.

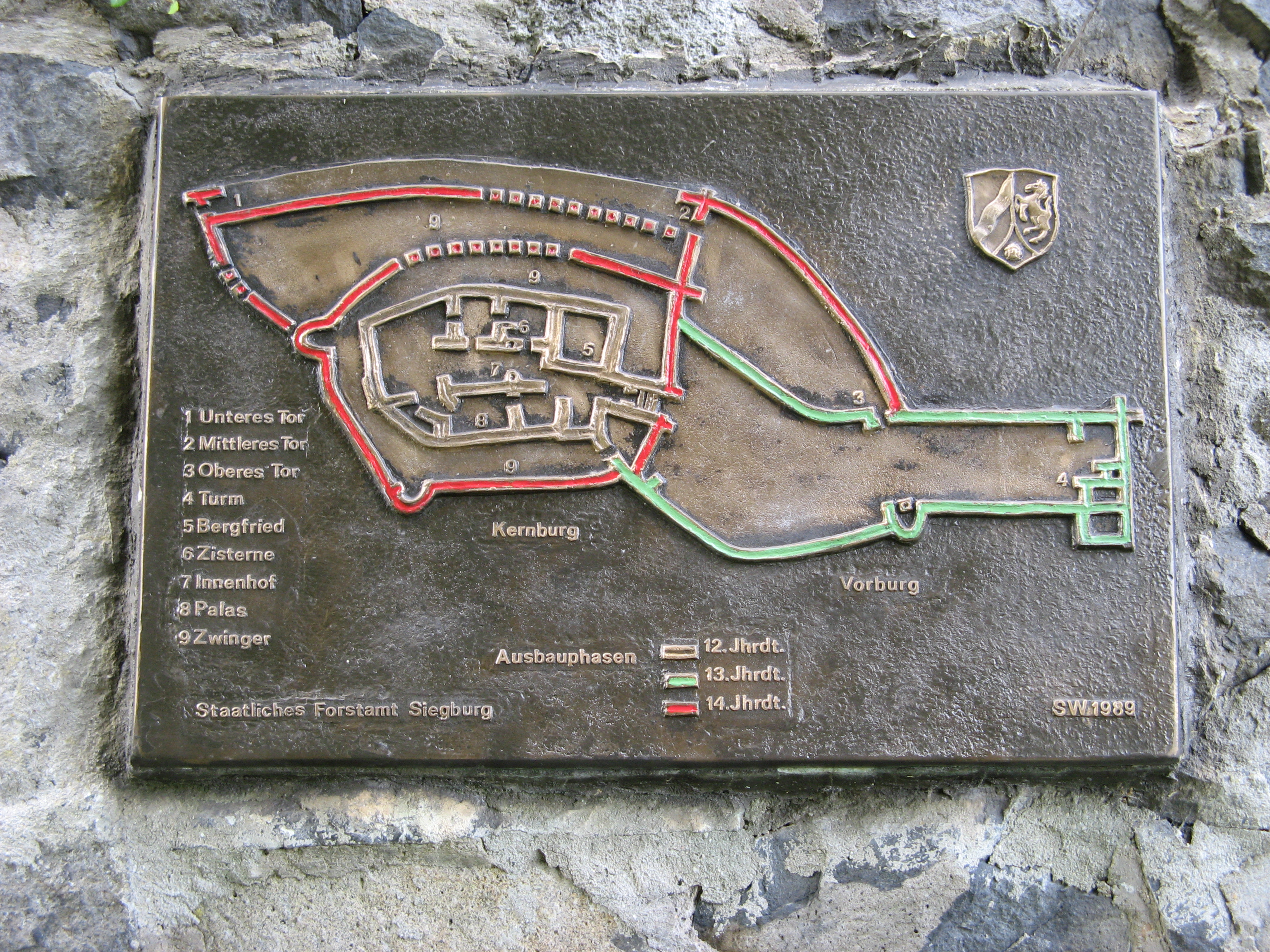
Plan der Löwenburg
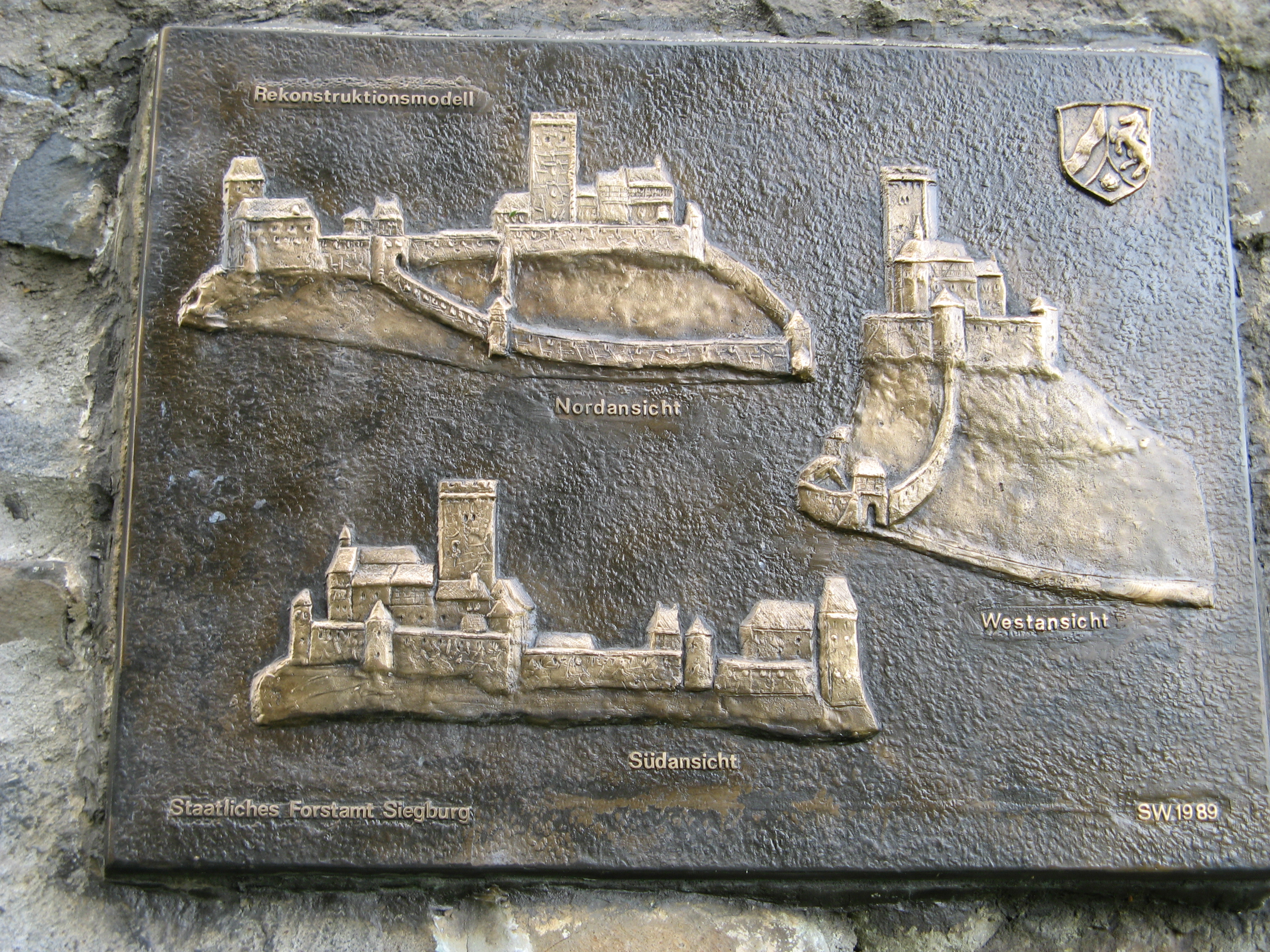
Rekonstruktion der Löwenburg
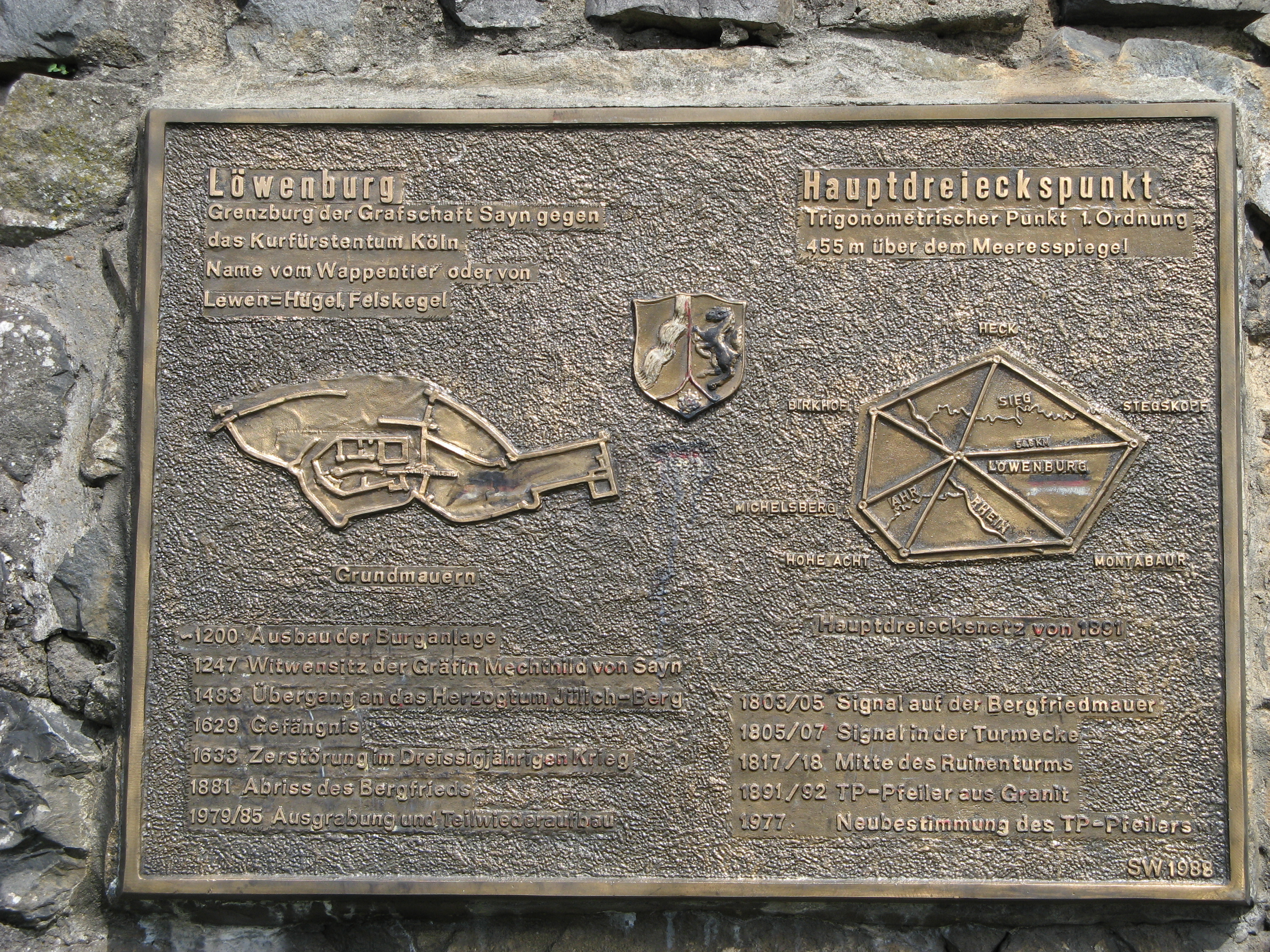
Hauptdreieckspunkt Löwenburg
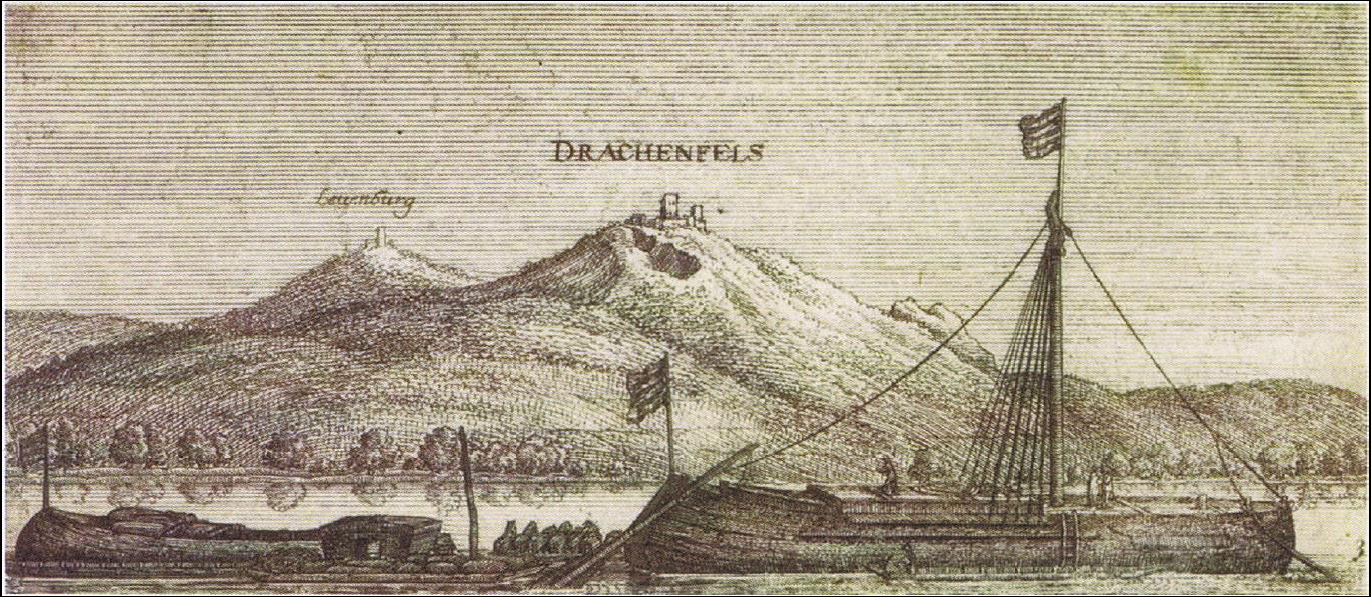
Löwenburg und Drachenfels nach Wenzel Hollar um 1650